# Lawe Beringin Gayo
Lawe Beringin Gayo is een bestuurslaag in het regentschap Aceh Tenggara van de provincie Atjeh, Indonesië. Lawe Beringin Gayo telt 761 inwoners (volkstelling 2010).